# Makèmè Konaté
Pour les articles homonymes, voir Konaté.
Makèmè Konaté, née le 22 juillet 2003 à Abidjan (république de la Côte d’Ivoire), plus jeune écrivaine guinéenne à 17 ans,,, est une féministe et militante partisane guinéenne, notamment présidente du cercle des jeunes filles battantes et libres de Guinée (CeJeFi-BaLiG,), coordinatrice d'African Women Awards.
Remarquée pour la précocité de son engagement, elle prend place parmi les femmes inspirantes pour l'Afrique.

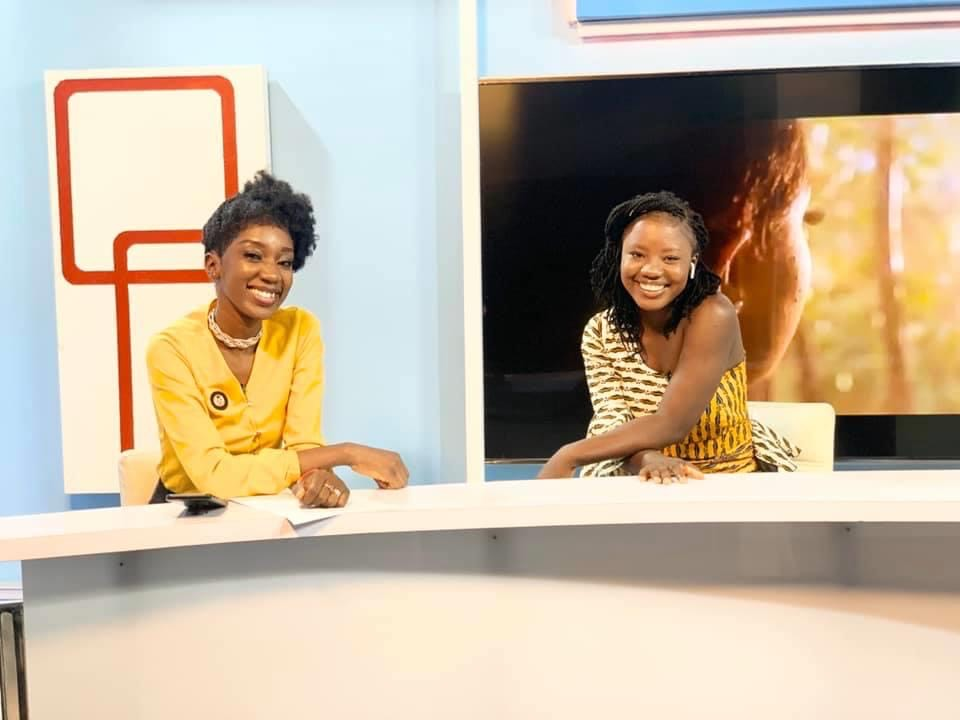
Makémé sur le plateau de CIS TV

## Biographie

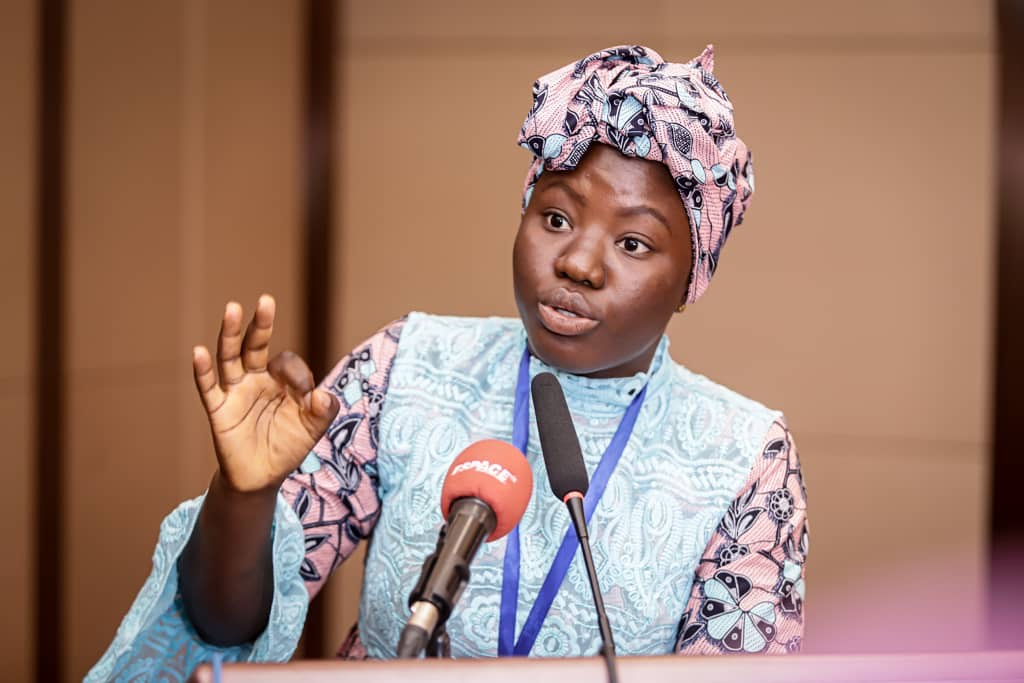

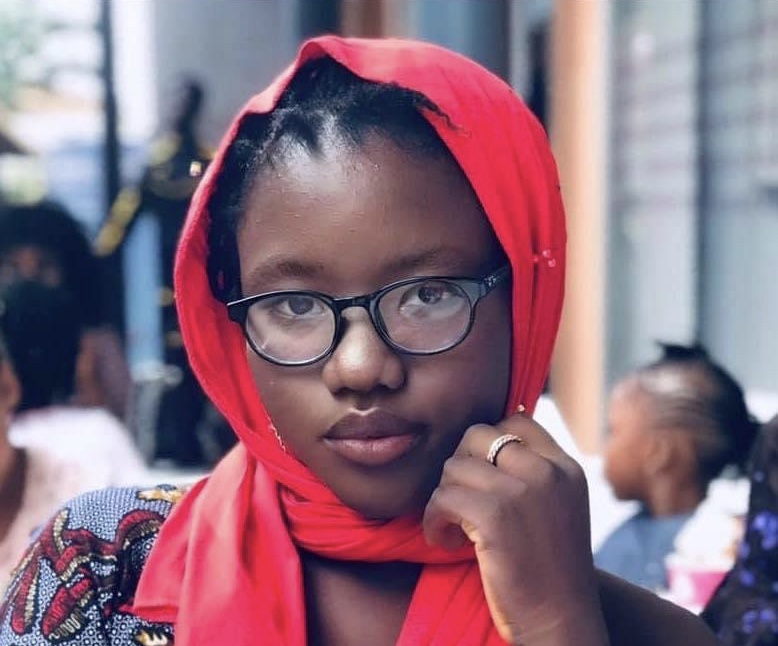

Fille d'une commerçante et un père enseignant, elle commence sa scolarité à l'école chrétienne La semence d'Abidjan. Revenue en Guinée, elle fréquente plusieurs établissements scolaires, dont l'école Saint-Jean-de-Bordeaux de Kankan et après le BEPC elle vient à la capitale pour le lycée de Simbaya.
Après avoir décroché son baccalauréat avec mention, elle étudie le droit à la faculté des sciences politiques et juridiques de l'université Général Lansana Conté. 
En parallèle elle se forme au leadership féminin, à l'entrepreneuriat, à la communication et sur la migration clandestine.

## Parcours militant

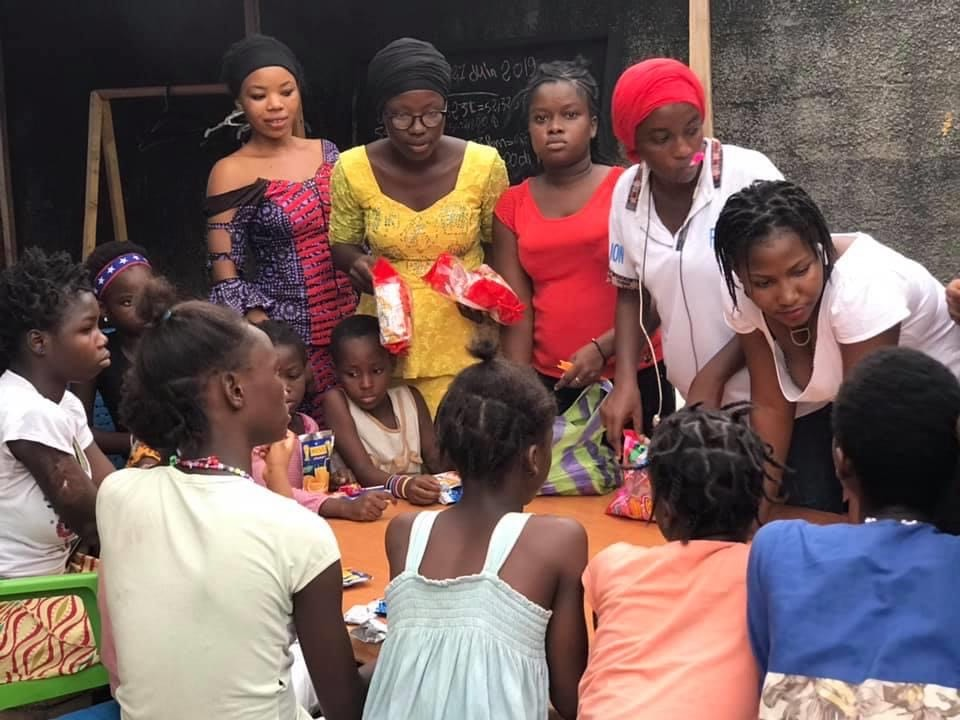
Makèmè avec les enfants orphelins de l’orphelinat hakuna matata

Militante précoce, elle anime dès l'âge de 13 ans une émission à la radio MILO FM de Kankan, dénommée « Droits et devoirs des enfants », afin de parler des violences dont les enfants, particulièrement les jeunes filles, sont victimes: les mariages précoces et forcés, les mutilations génitales féminines, la déscolarisation, la maltraitance.
Défenseure des droits des enfants et des jeunes filles, active au sein du club des jeunes filles leaders de Guinée, elle crée à son tour le cercle des jeunes filles battantes et libres de Guinée en se basant sur ses expériences personnelles. Investie dans l’autonomisation de la femme, elle obtient avec son équipe l'annulation de plusieurs mariages précoces et forcés en Guinée: « Étant l’une des victimes, connaissant les conséquences, ne pas lutter contre cette pratique serait une injustice ! ». Elle parvient notamment à scolariser cinq enfants démunis dans une école privée de Conakry.

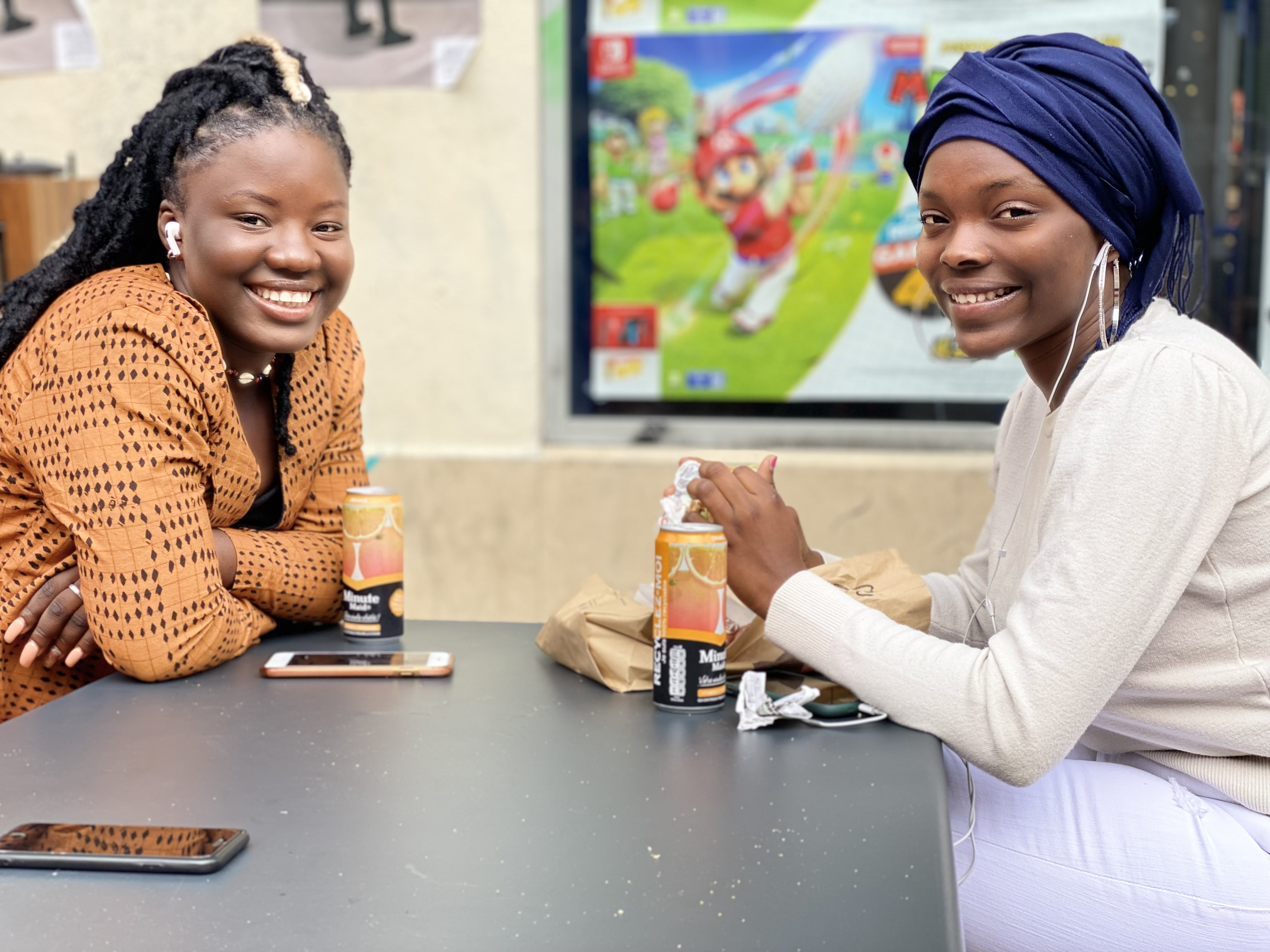
Hadja idy et Makeme à Paris en 2021

Début 2020, elle crée une organisation dénommée Espace-Elles qui est un centre d'accueil et d'écoute pour toutes les filles de Guinée.
Makèmè Konaté est également ambassadrice de l'eau à l'ONG Tinkisso, ambassadrice du leadership d’excellence au féminin, directrice de la plate-forme Women and Challenge et coordinatrice de l’événement African Women's Awardsqui célèbre la femme africaine.

## Œuvres
- 2021: Vagues de vers[9].

## Prix et reconnaissances
- 2020: Lauréate du prix « Jeunesse Inspirante » en Belgique organisé par Empowering Women International[10],[11],[12],[13],[14].
- 2020: lauréate du concours le maître de la parole organisée par l'OIM-Guinée
- 2019: Présélectionnée parmi les 50 jeunes qui font bouger la Guinée lors des J-Awards
- 2019: Nommée parmi les 5 meilleures activistes féminines de Guinée organisé par Firawa Groupe Communication
- 2017: à l'âge de 14 ans, nommée la plus petite journaliste de Kankan, elle bénéficie d’une formation d'un mois en journalisme.